# Rafael Araújo (voleibolista)
 Rafael Rodrigues de Araújo (Umuarama, 13 de junho de 1991) é um voleibolista indoor brasileiro, atuante na posição de Oposto, também atuou como  Central, canhoto e com marca de 340 cm de alcance no ataque e 325 cm no bloqueio; serviu as categorias de base da Seleção Brasileira, pelas quais sagrou-se medalhista de ouro no Campeonato Sul-Americano Juvenil de 2010 na Argentina e também na primeira edição do Campeonato Mundial Sub-23 no Brasil e medalhista de prata nos Jogos Pan-Americanos de 2015 no Canadá. Em clubes foi medalhista de prata na edição do Sul-Americano de Clubes de 2010 na Argentina e medalhista de ouro da Taça Challenge CEV de 2021-22.

## Carreira
Paranaense nascido na cidade de Umuarama, ainda recém-nascido  migrou com seus pais, Val e Eunice, para  a cidade de Londrina, desde cedo já trilha a prática desportiva, quando mais novo jogava basquete, época que estudava no Colégio Adventista e foi orientado  a também praticar o voleibol  por Mário Zimmerman, seu professor de Educação Física nesta instituição educacional, e mais tarde por destacar-se no biribol no Iate Clube de Londrina,  decidiu desde 2008 a treinar vôlei com o técnico Fumaça nas categorias de base do Grêmio Londrinense.
Em 2009 representou em algumas competições o Colégio Ateneu/Londrina e foi eleito o Melhor Jogador do II Grand Prix do Paraná, categoria Sub-18, época que desempenhava a função de Central, ainda por este conquistou o bronze no Campeonato Paranaense Infanto-Juvenil e o ouro nos Jogos Abertos do Paraná, ambos resultados no mesmo ano.
Foi aprovado em  2009 nos testes para jovens talentos da Cimed/Malwee onde permaneceu nas categorias de base.Em 2010 representou a Seleção Paranaense na conquista do bronze no Campeonato Brasileiro de Seleções, categoria juvenil, 1ª Divisão, cuja sede foi em Domingos Martins-ES. Ainda nesse ano recebeu a primeira convocação para Seleção Brasileira pelo técnico Percy Oncken, época que aspirava o time adulto da Cimed/SC, e a representou no Campeonato Sul-Americano Juvenil em Santiago, Chile.
Ingressou no time adulto da Cimed/SC e conquistou o titulo do Campeonato Catarinense de 2010, e neste ano foi medalha de prata no Campeonato Sul-Americano de Clubes em San Juan,Argentina e conquistou o ouro nos Jogos Abertos de Santa Catarina, sediado em Brusque. Disputou a Superliga Brasileira A 2010-11, encerrando a fase de classificação em segundo lugar, mas após os playoffs ficou em quinto lugar.
Foi convocado para os treinamentos em preparação do Campeonato Mundial Juvenil de 2011, sediado nas cidades brasileiras de: Rio de Janeiro e Niterói, mas não fez parte do elenco que participou da referida competição.
Em 2011 permaneceu na  Cimed/SC e conquistou o bicampeonato estadual catarinense e por esta equipe que utilizou a alcunha Cimed/Sky disputou a Superliga Brasileira A 2011-12 e encerrou na sexta posição, foi vice-campeão nos Jogos Abertos de Santa Catarina, cuja sede foi em Criciúma.
Representou o Super Imperatriz nas competições 2012-13, e  foi tricampeão estadual catarinense em 2012, sagrou-se vice-campeão dos Jogos Abertos de Santa Catarina em Caçador e terminou em décimo lugar na Superliga Brasileira A 2012-13. Acertou com o Funvic/Taubaté para temporada 2013-14, e disputou a Superliga Brasileira A 2013-14, encerrando na décima posição na Superliga Brasileira A 2013-14.
Em 2013 foi convocado para Seleção Brasileira para os treinamentos visando a Copa Pan-Americano na Cidade do México e o  Campeonato Mundial Sub-23 e neste último obteve a medalha de ouro, vestiu a camisa#14, figurou  entre os melhores da competição nas estatísticas, sendo o quarto Maior Pontuador, sexto Melhor Atacante, também foi o segundo Melhor Bloqueador, ainda foi o quadragésimo quinto entre os atletas com melhor saque, trigésimo colocado entres os melhores defensores, e vigésimo sexto entre os melhores no fundamento de levantamento.
No ano de 2014 foi convocado  para início da temporada dos treinamentos da Seleção Principal, inscrito na Liga Mundial de 2014, vestindo a camisa#14 disputou também a fase final que ocorreu na cidade italiana de Florença e conquistou a medalha de prata.
Rafael despertou o interesse do Sesi-SP para as competições da jornada esportiva 2014-15, foi vice-campeão da Copa São Paulo de 2014, e também  do Campeonato Paulista no mesmo ano e  foi inscrito por este clube na Superliga Brasileira A 2014-15. Em 2015 disputou a Copa Brasil encerrando na nona posição, mas pela Superliga corresponente alcançou o vice-campeonato da edição
Em 2015 foi convocado para Seleção Brasileira e disputou a edição dos Jogos Pan-Americanos de Toronto, ocasião que encerrou com a medalha de prata e renovou com o Sesi-SP para a temporada 2015-16 e sagrou-se novamente vice-campeão do Campeonato Paulista de 2015 e disputou a Copa Brasil de 2016 alcançando o terceiro lugar
Copa Brasil de Voleibol Masculino e contribuiu para que o clube avançasse as quartas de final da Superliga Brasileira A 2015-16.
Nas competições de 2016-17, transfere-se pela primeira vez para o voleibol europeu, sendo contratado pelo MKS Będzin e finalizou na décima primeira posição na Liga  Polonesa (Plusliga). Em 2017 foi convocado pelo técnico Renan Dal Zotto para os treinamentos da Seleção Brasileira da temporada.
Em 2018 continua atuando pelo voleibol polonês, só que dessa vez pelo ONICO Warszawa, onde conquistou o vice-campeonato da PlusLiga e o terceiro lugar na Copa da Polônia. Para a temporada 2019/20, Rafael assinou contrato com o clube frânces Rennes Volley 35. Em 2021, ainda em solo francês, foi contratado pelo Narbonne Volley.

## Títulos e resultados
- Copa Brasil:2016
- Superliga Brasileira A:2014-15[39]
- Campeonato Paulista: 2014,[37] 2015[40]
- Campeonato Catarinense:2010,[6] 2011[17] e 2012[20]
- Jasc:2010[12]
- Jasc:2011[19] e 2012[21]
- Jogos Abertos do Paraná: 2009[8]
- Copa São Paulo: 2014[36]
- Campeonato Brasileiro de Seleções Juvenil (1ª Divisão):2010[6]
- Campeonato Paranaense Infanto-Juvenil:2009[8]

## Premiações individuais
- 2º Melhor Bloqueador do Campeonato Mundial Sub-23 de 2013[29]
- 6º Melhor Atacante  do Campeonato Mundial Sub-23 de 2013[28]
- 4º Maior Pontuador  do Campeonato Mundial Sub-23 de 2013[27]
- MVP do II Grand Prix do Paraná Sub-18 de 2009[7]